# 射州
射州，中国古代的州。
隋朝末年置，治所在今江苏省盐城市。辖境相当今江苏省盐城市和建湖、射阳二县部分地。唐朝时属淮南道。武德七年（624年）废。